# Policarpa
Policarpa é um município da Colômbia, localizado no departamento de Nariño.